# Coppa Placci 1986
La Coppa Placci 1986, trentaseiesima edizione della corsa, si svolse il 31 luglio 1986 su un percorso di 241 km. La vittoria fu appannaggio dell'italiano Guido Bontempi, che completò il percorso in 6h19'56", precedendo i connazionali Bruno Leali e Gianbattista Baronchelli.

## Ordine d'arrivo (Top 10)
| Pos. | Corridore                | Squadra                         | Tempo    |
| ---- | ------------------------ | ------------------------------- | -------- |
| 1    | Guido Bontempi           | Carrera-Vagabond                | 6h19'56" |
| 2    | Bruno Leali              | Carrera-Vagabond                | s.t.     |
| 3    | Gianbattista Baronchelli | Supermercati Brianzoli          | s.t.     |
| 4    | Fabrizio Vannucci        | Santini-Cierre-Conti-Galli      | s.t.     |
| 5    | Gianni Bugno             | Atala-Ofmega                    | s.t.     |
| 6    | Moreno Argentin          | Sammontana-Bianchi              | s.t.     |
| 7    | Emanuele Bombini         | Vini Ricordi-Pinarello-Sidermec | s.t.     |
| 8    | Eddy Schepers            | Carrera-Vagabond                | s.t.     |
| 9    | Patrick Serra            | Ariostea                        | s.t.     |
| 10   | Marino Amadori           | Ecoflam-Jollyscarpe             | s.t.     |